# Сепаратизм в Канаде
Сепаратизм в Канаде — явление, вызванное стремлением ряда этнических и региональных групп, компактно проживающих на территории Канады, к образованию независимых национальных государств.

## Сепаратистское движение Квебека
Сепарати́стское движе́ние Квебе́ка — политическое движение, целью которого является сделать из Квебека, с 1867 являющегося провинцией Канады, суверенное государство. Сепаратисты предлагают квебекцам использовать их право на самоопределение — принцип, допускающий возможность выбора между включением в третье государство, политическим союзом с другим государством или независимость,— чтобы они демократическими средствами создали себе своё первое независимое конституционное государство.

## Нушалкский сепаратизм
Народ нушалк проживает на территории канадской провинции Британская Колумбия. Территория порядка 16.000 км². Население — около 3 тыс. чел. Нушалки (нушалкмец) подразделяются на 4 основных племени: Нушаок, Кватна, Таллио и Кимсквит. Народное правление осуществляют Совет Вождей (Смаюста) и Совет Старейшин.
Правители нушалков заявляют о своем праве на землю и её недра, однако, такие заявления не находят понимания у официальных властей.